# Griendwerker

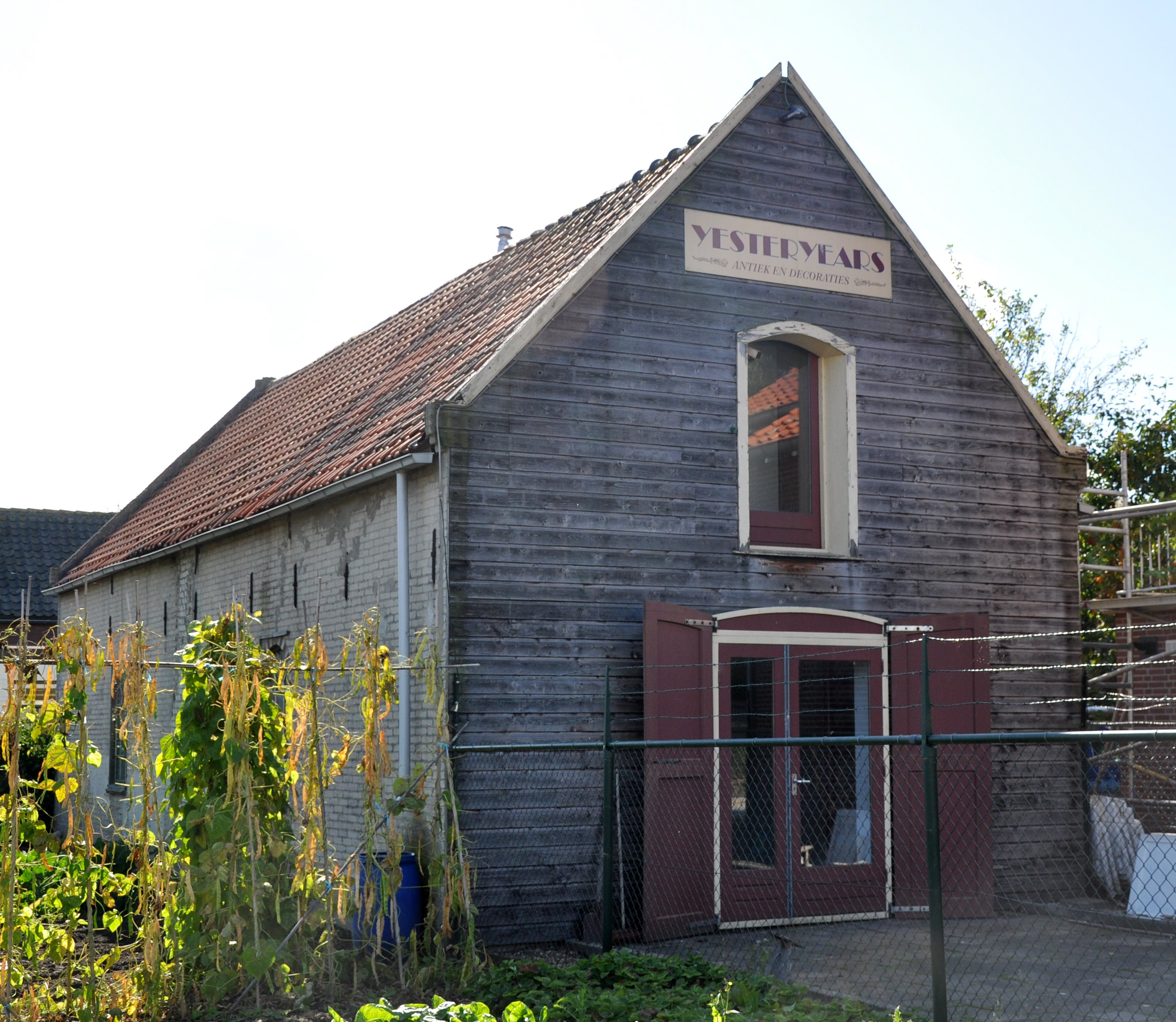
Griendwerkerskeet te Lage Zwaluwe

Griendwerker was een beroep dat inmiddels niet meer bestaat. Griendwerkers sneden in drassige gebieden de wilgentenen van verschillende soorten wilgen. De takken en twijgen werden gebruikt voor vlechtwerk van onder andere stoelzittingen, voor het fabriceren van houten tonnen als duigen, als paalhout voor de boeren en later ook voor zinkwerken in de waterbouw.
Een griend is een bos, vaak met een moerasachtige ondergrond, bestaande uit pollen met takken, meestal van wilgensoorten. Klassieke voorbeeld van een griend zijn te vinden in de Biesbosch, waar de griendteelt vanaf ongeveer 1800 in zwang kwam.
Het beroep was zeer zwaar. Met name in de Biesbosch waren de griendwerkers vaak twee weken van huis totdat een praam hoog was opgetast met griendhout. Daarbij woonden ze in rieten hutten en later in wat comfortabeler schuiten of houten en later stenen huisjes. 
De griendwerker had niet het hele jaar werk. Hij moest het plant- en oogstwerk doen en het onkruid wieden tussen de wilgen. Het beroep stond niet erg hoog in aanzien. Hun baas, de griendbaas, was vaak welgesteld en had soms tientallen griendwerkers in dienst. 